# Джованні Баттістоні
Джованні Баттістоні (італ. Giovanni Battistoni, 7 січня 1910, Сан-Джованні-Лупатото — 16 травня 1978, Сан-Джованні-Лупатото) — італійський футболіст, що грав на позиції півзахисника. По завершенні ігрової кар'єри — тренер.

## Клубна кар'єра
Народився 7 січня 1910 року в місті Сан-Джованні-Лупатото. Вихованець футбольної школи місцевого однойменного клубу. Дорослу футбольну кар'єру розпочав 1927 року в його основній команді, в якій провів чотири сезони, взявши участь у 48 матчах чемпіонату. 
1931 року став гравцем друголігової «Падови», у складі якої у першому ж сезоні підвищився до Серії A, де відіграв за команду ще два роки.
Згодом протягом 1934–1939 років грав за «Амброзіану», «Барі» та «Лігурію».
1939 року перейшов до команди «Дженова 1893», за яку відіграв лише у 14 іграх, адже вже у лютому 1940 у матчі проти «Мілана» зламав гомілку, що фактично стало кінцем його ігрової кар'єри.
Згодом провів ще декілька ігор за «Мантову» з третього дивізіону, в якій був граючим тренером протягом 1941—1942 років.
У повоєнні роки тренував друголіговий «Губбіо», у складі якого також декілька разів з'являвся на полі в сезоні 1947/48 років.

## Виступи за збірну
1939 року провів дві офіційні гри у складі національної збірної Італії.

## Кар'єра тренера
Граючи за «Мантову» протягом 1941–1942 років поєднував виступи на полі з тренуванням команди.
Згодом був граючим тренером «Губбіо» з 1947 по 1948 рік, під його керівництвом команда не втрималася в Серії B і понизилася в класі до третього дивізіону.
Помер 16 травня 1978 року на 69-му році життя в рідному Сан-Джованні-Лупатото.
| Дата       | Місто     | Господарі | Результат | Гості  | Турнір           | Голи | Примітки |
| ---------- | --------- | --------- | --------- | ------ | ---------------- | ---- | -------- |
| 20/07/1939 | Гельсінкі | Фінляндія | 2 – 3     | Італія | товариський матч | -    |          |
| 26/11/1939 | Берлін    | Німеччина | 5 – 2     | Італія | товариський матч | -    |          |
| Усього     |           | Матчів    | 2         |        | Голів            | 0    |          |